# Pegomya seitenstettensis
Pegomya seitenstettensis este o specie de muște din genul Pegomya, familia Anthomyiidae. A fost descrisă pentru prima dată de Gabriel Strobl în anul 1880. Conform Catalogue of Life specia Pegomya seitenstettensis nu are subspecii cunoscute.